# Bundesautobahn 922
Bundesautobahn 922 (Abkürzung: BAB 922) – Kurzform: Autobahn 922 (Abkürzung: A 922) – war der Projektname einer geplanten Autobahn im Norden von München. Zeitweilig war geplant, die heutige Bundesautobahn 92 auf der als Bundesautobahn 921 geplanten Trasse nach München zu führen. Der Verlauf der heutigen A 92 zwischen dem Dreieck Flughafen München und dem Dreieck München-Feldmoching wäre dann in A 922 umbenannt worden.